# Veia gástrica direita
A veia gástrica direita é uma veia que,juntamente com a veia gástrica esquerda drena o sangue da curvatura menor do estômago, desaguando diretamente na veia porta hepática.